# Стибій самородний

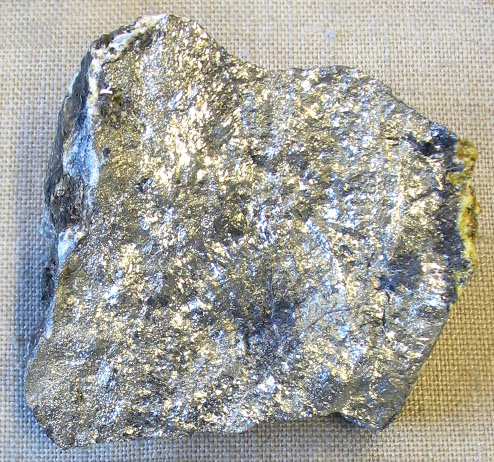
Стибій самородний

Стибій самородний (рос. сурьма самородная; англ. native antimony; нім. gediegenes Antimon n) — мінерал класу самородних елементів, Sb.
Назва — від перського «сурме» — натирати.

## Опис
Іноді містить домішки As (до 11 %), Ag, U, S (до 1 %), Bi і Fe (0,n%), а також механічні включення стибарсену (AsSb) і антимоніту. Сингонія тригональна. Кристалічна структура молекул. типу, виводиться з структур NaCI (PbS), де всі вузли зайняті атомами Sb. У основі структури — пласкі двошарові макромолекули Sb. Характерні масивні, зернисті, рідше натічні ниркоподібні, іноді скорлупуваті, променисті аґреґати, кристали дуже рідкісні. Спайність довершена в одному напрямі. Густина 6,6-6,7. Тв. 3,0-3,75. Колір олов'яно-білий. Жовта гра кольорів. Блиск металічний. Злом нерівний. Дуже крихкий. Діамагнітний. Непрозорий.
Характерні парагенезиси С.с.: антимоніт, шмальтин, сульфоантимоніди Fe (бертьєрит), гадмундит, бісмут самородний, сфалерит, ґаленіт, ауростибіт, телуриди Au, пірит, арсенопірит, арсен самородний і інш. Рідкісний.

## Поширення
Утворюється тільки в гідротермальних умовах.
Знахідки: Гарц (ФРН), Пршибрам (Чехія), Дофіне (Франція), Сала (Швеція), Мізарелла (Португалія), Новий Півд. Уельс (Австралія), о. Калімантан (Малайзія), шт. Каліфорнія (США).